# Накаси (Фиджи)
Накаси или Нейкаси (фидж. Nakasi, англ. Nakasi, фидж хинди. नाकासाकी) — пригород[чего?], расположенный вдоль коридора Сува — Наусори, в Центральном округе Республики Фиджи. Накаси расположен в 15 км к северо-востоку от города Сува и в 5 км к югу от Наусори. Он попадает под управление района города Наусори.

## История
Развитие Сувы как столичной области привлекло в Суву людей со всех концов Фиджи. Этот приток людей позволил застроить многие пригороды вокруг столицы. Право собственности на землю побудило людей покупать землю и селиться в течение определенного периода времени. В Накаси живут люди со всех концов Фиджи, большинство из которых живут в Ламбасе, Мбе, Нанди и на внешних островах. Главная магистральная дорога Накаси, Вишну Дэо (фидж. Vishnu Deo, хинди विष्णु देव), названа в честь Вишну Дэо, который был влиятельным индо-фиджийским политическим лидером на Фиджи в середине 1900-х годов. Накаси — это многорасовый пригород со значительным населением людей индийского происхождения. В мае 2012 года Накаси был объявлен свободным от преступлений благодаря партнерству между полицией и сообществом. Район Парк Недвижимости Накаси (англ. Nakasi Park Estate) стал одним из районов высшего класса городского комплекса Сува и Наусори из-за развития и спроса на землю.